# Édouard Jean-Marie Stephan
| Odkryte planetoidy: 2 | Odkryte planetoidy: 2 |
| --------------------- | --------------------- |
| (89) Julia            | 6 sierpnia 1866       |
| (91) Aegina           | 4 listopada 1866      |

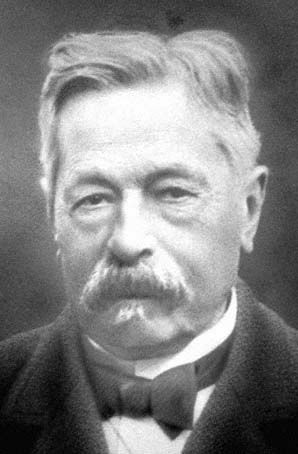
Édouard Jean-Marie Stephan

Édouard Jean-Marie Stephan (ur. 31 sierpnia 1837 w Sainte-Pezenne, zm. 30 grudnia 1923 w Marsylii) – astronom francuski.

## Życiorys
W 1862 ukończył École normale supérieure. Wkrótce potem zatrudnił go Urbain Le Verrier z Obserwatorium Paryskiego. W 1866 Stephan otrzymał zadanie nadzoru nad przeniesieniem obserwatorium w Marsylii w nowe miejsce. W 1873 został oficjalnie dyrektorem tego nowego obserwatorium. W 1879 został mianowany profesorem astronomii na Uniwersytecie w Marsylii. Oba te stanowiska piastował do 1907 roku.
W 1866 odkrył planetoidy (89) Julia i (91) Aegina. Specjalizował się w mgławicach (część z nich okazała się galaktykami, lecz wówczas nie znano jeszcze ich natury). Odkrył grupę galaktyk Kwintet Stephana (Arp 319). Odkrył łącznie 418 obiektów, które znalazły się w New General Catalogue. Był również pionierem pomiarów rozmiarów kątowych gwiazd.
Jego imię nosi kometa okresowa 38P/Stephan-Oterma (jej odkrywcą był Jérôme Eugène Coggia).